# ナギラム
ナギラム（Nagilum）はアメリカのSFテレビドラマ、『スタートレック』シリーズの『新スタートレック』に登場する架空の異星人。
演じたのはアール・ボーエン。日本語版の声優は大友龍三郎。

## 概要
ナギラム（ナギーラム）については、ほとんど何も分かっていない。どのような外見をしているのか、どこに居住しているのか、どのような社会や文化を築いているのか、「ナギラム」と言うのも、個人名なのか、種族全体の名前なのかも一切不明である。ただ、彼がエンタープライズに対して取った行動から、地球人とは全く異なった異質の存在と言うことがうかがえる。カウンセラー、ディアナ・トロイ少佐が「あまりに進歩した意識なので、捉え切れなかった」と発言していることから、Qなどと同様、人間の理解を超えた高次元の生命体であると考えられる。登場は第28話『闇の住人』（Where Silence Has Lease）。
ナギラムと惑星連邦の最初の接触は、ジャン＝リュック・ピカード艦長指揮下のU.S.S.エンタープライズDが、星図作成の任務で、モルガナ区域へ向かった時に行われた。そこでブラックホールともワームホールともつかない正体不明の暗黒空間を発見したエンタープライズ号は、調査のためにその区域に接近した途端、突然その空間に飲み込まれてしまう。そこは、エンタープライズの計器では実体を感知できず、どこまで進んでも出口のない空っぽの空間だった。突然ロミュラン・ウォーバードが現れて戦闘となったり、無人の連邦艦U.S.S.ヤマトが現れたり（この時データによる「U.S.S.エンタープライズより宇宙戦艦ヤマト応答せよ」という珍妙な台詞が、日本語吹き替え版にはある）と、奇妙な事件が相次ぎ、クルーたちは次第に苛立ちを募らせていく（特にウォーフは大混乱している）。
ドクターのキャサリン・ポラスキー中佐とカウンセラー・トロイが「迷路の中のネズミ」と推測したように、ここは文字通り、ナギラムが用意した実験室だった。エンタープライズが実験用のネズミで、様々な刺激を与えて、反応を観察するのである。
やがてナギラムは巨大な顔だけの姿で虚空に姿を現したが、「お前たちと同じ姿で現れてやった」と発言していることから、この姿は彼らの実体ではないようである。また、クルーたちとの会話から察するに、性別や「死」と言う概念が存在しないらしい。それだけに、ドクター・ポラスキーに生殖行為を実演してみせてくれないかと発言したり、クルーの1人を殺害して「面白い」と興味を示したり、好奇心は旺盛なようである。そして「死」の概念を理解するため、乗員の三分の一から半分の命を使わせてもらうと言い放つ。ピカードは思い悩んだ末、ライカーと共にエンタープライズの自爆を決心し実行に移すが、その行動に好奇心を満足させられたナギラムは、爆破寸前にエンタープライズを解放した。
最後にピカードは、艦長室に現れたナギラムと短い会話を交わす。ナギラムは期待以上の結果を得られたと満足げに話し、「我々の間には共通点は何もない。関わるのはよそう」と言い放つ。これに対しピカードは「好奇心」と言う点では共通する所があると応じ、ナギラムもこれを認めた上で姿を消した。（デ＝ランシーの）Qが享楽的な印象に対し、ナギラムは冷徹な印象を受ける。
これ以降、ナギラムと惑星連邦との接触は確認されていない。